# 四管水母属
四管水母属（学名：Tetracannoides）为软水母目的一个属。

## 下属物种
本属包括以下物种：
- Tetracannoides jinzhii Xu, Huang & Guo, 2007